# Polyardis aporia
Polyardis aporia är en tvåvingeart som beskrevs av Pritchard 1947. Polyardis aporia ingår i släktet Polyardis och familjen gallmyggor.
Artens utbredningsområde är Minnesota. Inga underarter finns listade i Catalogue of Life.